# Cuhirwa
Cuhirwa är ett vattendrag i Burundi.   Det ligger i provinsen Makamba, i den södra delen av landet, 100 kilometer sydost om huvudstaden Bujumbura.
Omgivningarna runt Cuhirwa är en mosaik av jordbruksmark och naturlig växtlighet. Runt Cuhirwa är det tätbefolkat, med 343 invånare per kvadratkilometer.